# Judith Scott (artiste)
Pour les articles homonymes, voir Judith Scott.
Judith Scott, née le 1er mai 1943 à Cincinnati (Ohio) et morte le 15 mars 2005 à Dutch Flat (Californie), est une artiste américaine de renommée internationale atteinte de trisomie 21 et sourde,.

## Biographie
Judith Scott naît en même temps que sa sœur jumelle Joyce le 1er mai 1943 à Cincinnati, Ohio, dans une famille de classe moyenne. Contrairement à sa sœur, Judith naît avec la trisomie 21. Au cours de son enfance, elle est atteinte de la scarlatine, ce qui lui fait perdre l'audition, condition qui sera découverte beaucoup plus tard.
Judith Scott passe sept ans et demi à la maison avec ses parents, sa sœur et ses frères aînés. Bien que son développement soit très différent de celui de sa sœur, les parents traitent les jumelles de la même manière,.
Lorsqu'elles sont en âge de fréquenter l'école, Judith est refusée, n'arrivant pas à passer le test d'entrée pour la classe d'élèves en difficulté, probablement en raison de sa surdité toujours non diagnostiquée. Le 18 octobre 1950, sur avis médical, ses parents la placent à la Columbus State Institution, une institution dédiée aux handicapés mentaux. La séparation des jumelles est un élément marquant pour chacune.
Les rapports de l'institut sur les premières années de Judith Scott évaluent le quotient intellectuel de celle-ci à 30 (sur la base de tests oraux, alors que sa surdité n'est toujours pas diagnostiquée). Cela fait en sorte qu'on ne lui offre pas l'opportunité de développer des aptitudes. Coupée de sa sœur jumelle, l'état de Scott se dégrade et plusieurs troubles de comportements font surface,. Elle est rapidement transférée à une autre institution, plus petite, située à Gallipolis, Ohio.
En 1985, après 35 ans de séparation et des démarches longues et difficiles, Joyce Scott obtient la garde légale (en) de Judith et amène celle-ci vivre en Californie, où les handicapés mentaux sont mieux traités.
Le 1er avril 1987, Judith Scott commence à fréquenter le Creative Growth Art Center (en) d'Oakland, l'une des premières organisations au monde à offrir un espace pour les artistes handicapés,. Pendant presque deux ans, Scott montre peu d'intérêt pour l'art. Un changement survient lorsqu'elle est exposée à l'art textile de l'artiste invitée Sylvia Seventy. Utilisant du matériel à portée de main, Judith Scott se met à créer spontanément son propre style avec zèle et concentration.
Son talent est rapidement reconnu et on lui laisse la liberté de choisir son matériel, qu'il soit à elle ou non. Pendant dix-huit ans, à raison de 5 jours par semaine, Scott crée un total d'environ 200 œuvres.
Judith Scott réalise sa première exposition en 1999, la même année que la parution de Metamorphosis: The Fiber Art of Judith Scott. Ces deux événements contribuent à lui donner une notoriété internationale. Ses œuvres se vendent à des prix substantiels et elle est peu à peu considérée comme une artiste contemporaine à part entière,. Ses œuvres sont exposées dans des collections permanentes du Museum of Modern Art (Manhattan, New York), de l'American Visionary Art Museum (Baltimore, Maryland), du Musée d'Art moderne de San Francisco, de l'American Folk Art Museum (Manhattan, New York), de l'Intuit: The Center for Intuitive and Outsider Art (Chicago, Illinois), de l'Irish Museum of Modern Art (Dublin), de l'Oakland Museum (Oakland, CA), de L’Aracine Musee D’Art Brut (Paris, France), de l'Art Brut Connaissance & Diffusion Collection (Paris et Prague) et de la Collection de l'art brut (Lausanne, Suisse).
Judith Scott meurt de causes naturelles à la maison de sa sœur à Dutch Flat le 15 mars 2005, quelques semaines avant son soixante-deuxième anniversaire,, dépassant de près de cinquante ans son espérance de vie à la naissance.
Une biographie de la vie de Judith Scott, Entwined: Sisters and Secrets in the Silent World of Artist Judith Scott, est publiée par sa sœur Joyce en 2016.

## Filmographie
| Année | Titre                                                            | Type         | Durée      | Notes |
| ----- | ---------------------------------------------------------------- | ------------ | ---------- | --- |
| 2006  | Outsider: The Life and Art of Judith Scott.                      | documentaire | 30 minutes | Réalisé par Betsy Bayha. |
| 2006  | ¿Qué tienes debajo del sombrero? (Qu'y a-t-il sous ton chapeau?) | documentaire | 75 minutes | Réalisé par Lola Barrera et Iñaki Peñafiel, |
| 2006  | Les Cocons Magiques de Judith Scott                              | documentaire | 36 minutes | Réalisé par Philippe Lespinasse, tourné quelques semaines avant la mort de Scott.                                                                    |
| 2009  | Make                                                             | documentaire | 69 minutes | Les producteurs Scott Ogden et Malcolm Hearn mettent en évidence le travail de Hawkins Bolden, Judith Scott, Prophet Royal Robertson et Ike Morgan,. |

## Expositions
Liste d'expositions notables de Judith Scott.

### Solo
- 2018 –  Judith Scott: Touchdown, Creative Growth Art Center, Oakland, Californie
- 2014-15 – Bound and Unbound, Brooklyn Museum, Brooklyn, New York[17]
- 2009 – Judith Scott: Retrospective, Ricco Maresca Gallery, New York City, New York
- 2002 – Cocoon: Judith Scott, Ricco-Maresca Gallery, New York City, New York[18]

### Collectives
- 2019 – Memory Palaces: Inside the Collection of Audrey B. Heckler, American Folk Art Museum, New York City, New York
- 2019 – The Doors of Perception, New York City, New York
- 2019 – Flying High: Women Artists of Art Brut, Bank Austria Kunstforum, Viennes
- 2018 – Outliers and American Vanguard Art, National Gallery of Art, Washington DC
- 2017 – Forget Me Not: Judith Scott, Zuckerman Museum of Art, Kennesaw, Géorgie[19]
- 2017 – Viva Arte Viva, 57e biennale de Venise (en), Venise, Italie[20]
- 2015 – Collection ABCD, La Maison Rouge, Paris, France[21]
- 2013 – Create, Creative Growth Art Center, Oakland, Californie
- 2013 – Create, Boca Raton Museum of Art, Boca Raton, Floride[22]
- 2013 – Extreme Art, Musée d'art moderne Aldrich, Ridgefield, Connecticut[23]
- 2012 – Rosemarie Trockel: A Cosmos, New Museum of Contemporary Art, New York City, New York
- 2011 – World Transformers, Schirn Kunsthalle Frankfurt, Frankfurt, Allemagne
- 2000 – Visions, American Visionary Art Museum, Baltimore, Maryland[24]
- 2005 – Creative Growth, The Ricky Jay Broadside Collection, Yerba Buena Center for the Arts, San Francisco, Californie[25]